# Biagio Rossetti
Biagio Rossetti (* 1447; † 1516) war ein italienischer Architekt und Stadtplaner. Rossetti war Hofarchitekt von Ercole I. d’Este in Ferrara. 
Ab 1490 plante Rossetti die Erweiterung und Befestigung von Ferrara. Erstmals in Europa wurden hier – bei einem mittelalterlichen Stadtkern – breite und gerade Straßen gebaut. Die von ihm entworfene Erweiterung des Stadtkerns gilt als die erste moderne Stadtplanung der Welt. Der historische Stadtkern Ferraras wurde 1997 von der UNESCO als Weltkulturerbe anerkannt.
Biago Rossetti war auch Architekt vieler weiterer bemerkenswerter Palazzi und Kirchen.